# Finland op de Olympische Winterspelen 1932
Tijdens de Olympische Winterspelen van 1932, die in Lake Placid (Verenigde Staten) werden gehouden, nam Finland voor de derde keer deel.

## Medailleoverzicht
| Sport      | Olympiër        | Discipline | Medaille |
| ---------- | --------------- | ---------- | -------- |
| Langlaufen | Veli Saarinen   | 50 km (m)  | Goud     |
| Langlaufen | Väinö Liikkanen | 50 km (m)  | Zilver   |
| Langlaufen | Veli Saarinen   | 18 km (m)  | Brons    |

## Deelnemers en resultaten

### Kunstrijden
| Olympiër        | Discipline | Resultaat | Prestatie             |
| --------------- | ---------- | --------- | --------------------- |
| Marcus Nikkanen | mannen     | 4e        | pc. 28; 2420,1 punten |

### Langlaufen
| Olympiër           | Discipline | Resultaat | Prestatie |
| ------------------ | ---------- | --------- | --------- |
| Martti Lappalainen | 18 km (m)  | 4e        | 1:26.31   |
| Martti Lappalainen | 50 km (m)  | dnf       | opgave    |
| Tauno Lappalainen  | 50 km (m)  | 7e        | 4:45.02   |
| Väinö Liikkanen    | 18 km (m)  | 9e        | 1:28.30   |
| Väinö Liikkanen    | 50 km (m)  | Zilver    | 4:28.20   |
| Veli Saarinen      | 18 km (m)  | Brons     | 1:25.24   |
| Veli Saarinen      | 50 km (m)  | Goud      | 4:28.00   |
| Valmari Toikka     | 18 km (m)  | 7e        | 1:27.51   |

### Schaatsen
| Olympiër       | Discipline   | Resultaat | Prestatie   |
| -------------- | ------------ | --------- | ----------- |
| Ossi Blomqvist | 1500 m (m)   | series    | serie 1: 5e |
| Ossi Blomqvist | 5000 m (m)   | series    | serie 1: 5e |
| Ossi Blomqvist | 10.000 m (m) | series    | serie 1: 5e |

België · Canada · Duitsland · Finland · Frankrijk · Groot-Brittannië · Hongarije · Italië · Japan · Noorwegen · Oostenrijk · Polen · Roemenië · Tsjecho-Slowakije · Verenigde Staten · Zweden · Zwitserland